# Enneboeopsis pruinosus
Enneboeopsis pruinosus is een keversoort uit de familie Archeocrypticidae. De wetenschappelijke naam van de soort is voor het eerst geldig gepubliceerd in 1894 door Champion.